# Zbraslav

Herb Zbraslavia

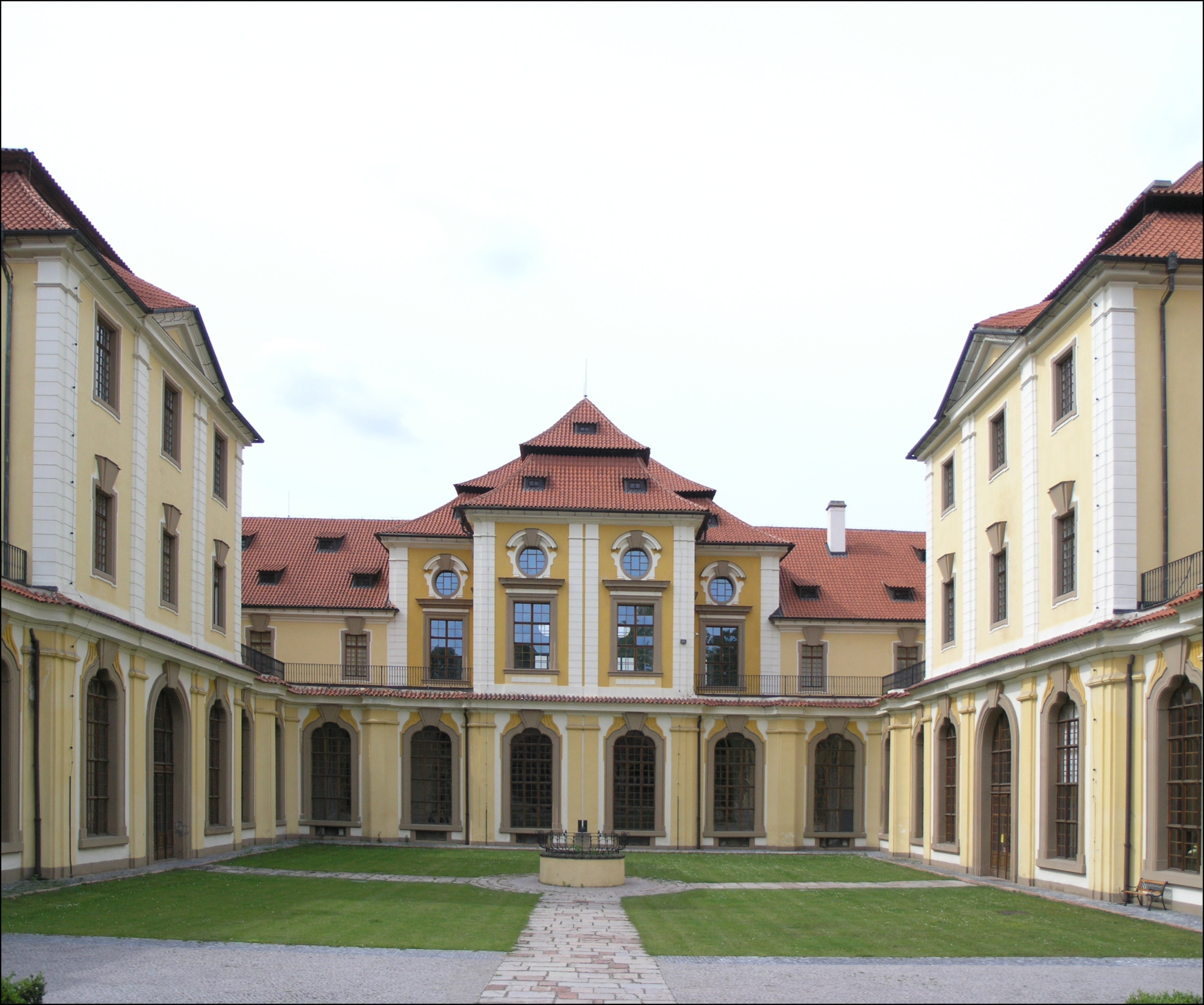
Zamek w Zbraslaviu

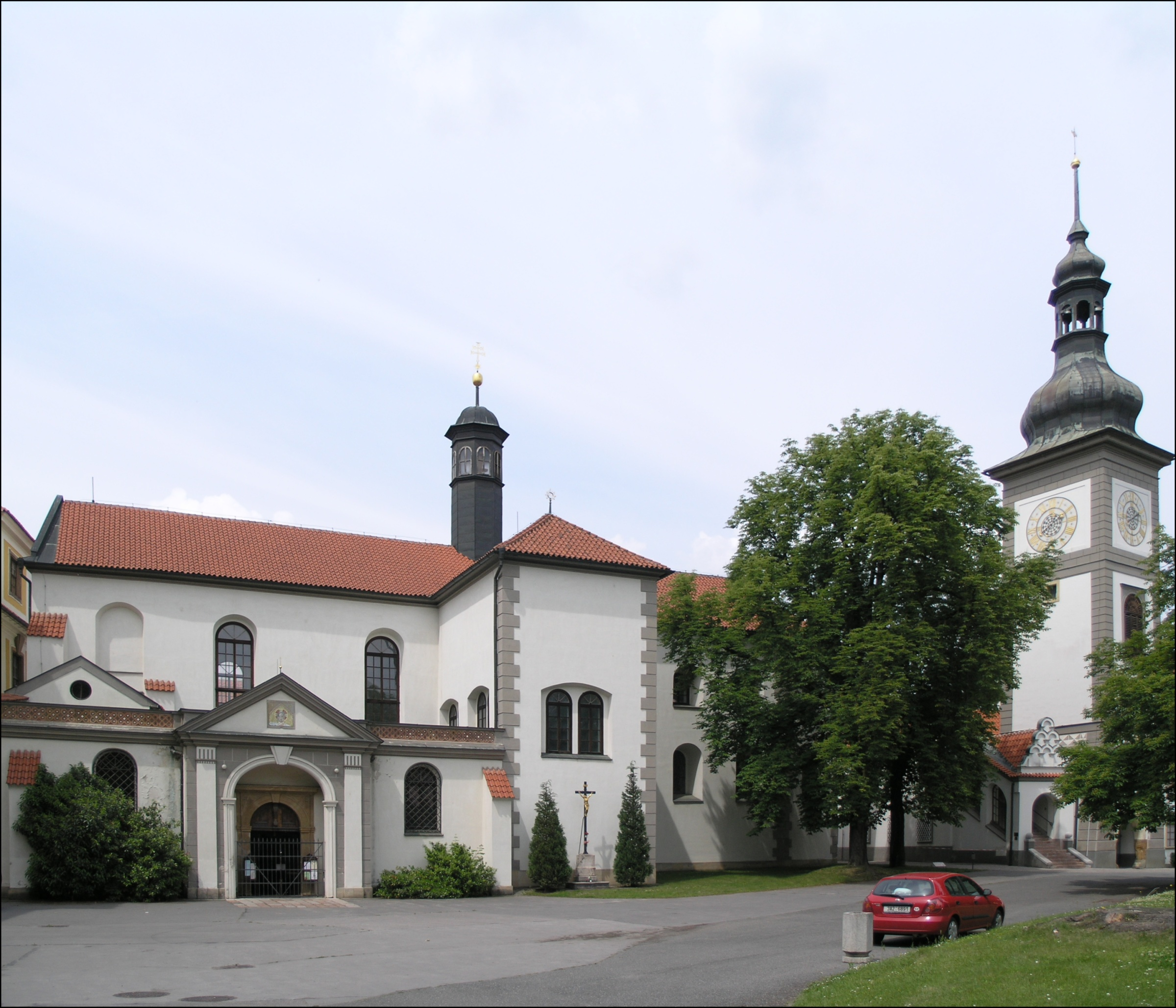
Kościół św. Jakuba w Zbraslaviu

Zbraslav – najbardziej wysunięta na południe dzielnica Pragi. Leży około 10 km na południe od centrum miasta, u ujścia Berounki do Wełtawy, w administracyjnej dzielnicy Praga 16.
Badania archeologiczne wykazały, iż tereny obecnej dzielnicy zamieszkiwane były od ok. 2000 r. p.n.e. Pierwsza wzmianka o miejscowości pochodzi z 1115 r., kiedy to Zbraslav był własnością klasztoru w Kladrubach. W XIII w. biskup Pragi przekazał ten teren królowi Przemysłowi Ottokarowi II, który w 1268 r. postawił tu zamek myśliwski. Jego następca Wacław II 20 kwietnia 1292 r. sprowadził cystersów z Waldsassen, którzy  założył klasztor zwany Aula Regia.  W 1297 r. kościół klasztorny stał się bazyliką, a wkrótce miejscem spoczynku władców Czech – Wacława II, Wacława III oraz Wacława IV Luksemburskiego. Aula Regia była ważną ostoją wiary oraz nauki. W Zbraslaviu działał kronikarz Piotr z Żytawy (tu powstały Malogranatum i Kronika Zbraslavska).
Klasztor został dwukrotnie zniszczony, pierwszy raz podczas napadu husytów w 1420 r. a drugi raz w czasie wojny trzydziestoletniej w 1639 r. Cesarz Józef II Habsburg  w 1785 r. zlikwidował klasztor, a w jego zabudowaniach stworzył rafinerię cukru.  W 1935 r. Bulgakov utworzył w Zbraslaviu muzeum przeznaczone dla rosyjskich emigrantów, które zostało zamknięte, a dobra skonfiskowane przez komunistów przed 1948 r. Miasto zostało włączone do Pragi w 1974 r., dziś stanowi dzielnicę przede wszystkim mieszkalną. W 1991 r. szczątki Przemyślidów po wielu latach zostały na nowo pochowane w bazylice św. Jakuba. Do 2009 r. Galeria Narodowa w Pradze eksponowała w zabudowaniach klasztoru zbiory sztuki chińskiej i japońskiej.
W Zbraslaviu mieszkał Jaromír Vejvoda, znany jako twórca popularnej w czasie II wojny światowej melodii Modřanská polka (po napisaniu słów znana jako Škoda lásky, polski tytuł Banda). Na jego domu przy zbraslavskim Rynku, zwanym "U Vejvodů", dziś znajduje się tablica pamiątkowa poświęcona artyście, zaś we wnętrzu – restauracja pod nazwą "Škoda lásky". Z miastem związany był także jeden z największych pisarzy czeskich XX wieku – Vladislav Vančura. Zbraslav znany jest ponadto z obrazu Madonny Zbraslavskiej (cz. Madona Zbraslavská, Madona ze Zbraslavi) namalowanego przez malarza Josefa Mánesa.
Powierzchnia: 9,85 km²

Liczba ludności: 7926
Zabytki:
- zamek wybudowany w 1268 r., wielokrotnie przebudowywany
- bazylika  św. Jakuba i dawny klasztor cystersów
- kościół św. Havla na wzgórzu